# Яред, Габриэль
Габриэ́ль Яре́д (араб. جبرائيل يارد‎, фр. Gabriel Yared; родился 7 октября 1949 в Бейруте) — музыкант, композитор и оркестратор ливанского происхождения, несмотря на позднее академическое образование считающий себя самоучкой. Автор музыки для кинофильмов европейского (большей частью французского) и американского производства. Среди фильмов с музыкой Яреда — «Английский пациент», «Талантливый мистер Рипли», «Холодная гора», «Осень в Нью-Йорке», «1408» и другие. Трижды номинировался на «Оскар», один раз стал обладателем этой премии. Удостоен и других киномузыкальных наград. Кроме того, Яред — автор музыки для балетов, а также для радио, телевидения и рекламы.

## Биография
Габриэль Яред родился в Ливане. В возрасте с 4 до 14 лет учился в иезуитской школе-интернате Бейрута. После окончания школы поступил на юридический факультет, где изучал философию на французском и арабском языках.
Помимо основной учёбы Габриэль занимался музыкой — в семь лет отец отдал его на курсы аккордеона, а с девяти он начал постигать игру на фортепиано. Несмотря на неверие учителя в музыкальное будущее Яреда, Габриэль продолжал следовать своему увлечению, заняв место преподавателя, после смерти последнего, за органом в университете Святого Иосифа и посещая иезуитскую музыкальную библиотеку. Яреда заинтересовали методы музыкальной композиции, и он стал с ними знакомиться через изучение классического репертуара. Он познакомился со всеми сочинениями Баха для органа, а также работами Букстехуде, Пахельбеля, Шумана, Листа, Дюрюфле, Мессиана, Лангле, Видора, Франка.
Среда, в которой рос Габриэль Яред, была бедна на музыкальное разнообразие. Помимо восточной музыки, в то время не очень любимой Яредом, ему была доступна лишь французская поп-музыка, которую он мог слушать на волне радио ORTF. Кроме того, в Ливане было сложно найти ноты. Иногда отец привозил их Габриэлю из своих поездок. Невзирая на ограниченный доступ к примерам мировой музыкальной культуры, в 14 лет Габриэль благодаря приобретённым знаниям в области музыкальной композиции смог написать вальс для фортепиано. В 1966 году он написал музыку для смешанного хора, положенную на поэзию Поля Валери, а в 1968 — для фортепианного трио, и в это же время Яред стал давать концерты.
Получив степень бакалавра юстиции, в 1969 году Яред отправился во Францию. Там вольнослушателем он посещал занятия Анри Дютийё и Мориса Оаны в парижской Нормальной школе музыки.

### Бразилия
В 1971 году Яред отправился в Бразилию навестить дядю. Запланировав провести там пару недель, в итоге он задержался на год-полтора. Президент Всемирной федерации эстрадных музыкальных фестивалей обратился к Яреду с просьбой написать песню для музыкального конкурса в Рио-де-Жанейро. На фестивале песня заняла первое место, а также заняла третье место на музыкальном празднике в чилийском городе Винья-дель-Мар.
Всего через месяц после приезда в Бразилию Яред, по его словам, мог свободно разговаривать на португальском диалекте кариока и сочинять музыку в стиле босса-нова.

Я сразу почувствовал блаженство музыкальной жизни, что достигалось изучением таких великолепных композиторов как Дон Сальвадор, Иван Линс, Жоржи Бен, Эду Лобо, Элис Режина. Я осознал необходимость остаться там и пустить свои корни.
Оригинальный текст (англ.)I felt at once the bliss of living the music, of making it, oflearning it with great composers like Don Salvador, Ivan Lins, Jorge Ben, Edu Lobo, Ellis Regina. I felt the need to stay there and put down my roots there.
— Габриэль Яред
Яред собрал небольшой оркестр — из шести человек — и выступал с ним в самом известном ночном клубе Ипанемы с музыкой, которую писал днём. В это же время он дал концерт для квартета саксофонов во главе с Паулу Мора, а также поучаствовал в записи альбома Ивана Линса в качестве дирижёра.
Знакомство с бразильской музыкальной культурой оставило заметный след в творчестве композитора. В качестве примеров влияния этой культуры сам Яред называл фильм «Тридцать семь и два по утрам», для которого он написал саундтрек, а также песни, исполненные Мишелем Жоназом и Франсуазой Арди.

Я оценил в Бразилии ритм, остроту гармонии, оригинальность мелодических линий в песнях. Если Ливан — это смешение различных культур, то Бразилия является местом, где вы можете найти идеальное культурное сочетание между африканцами, португальцами и немцами.
Оригинальный текст (англ.)I appreciated in Brazil the rhythm, the harmonic acuteness, the originality of the melodic line in songs. If Lebanon is the melting pot of different cultures, Brazil is the place where you can find the perfect cultural blend between the Africans, the Portuguese and the Germans.
— Габриэль Яред

### Франция
Решив повидаться с родителями, чтобы затем вернуться в Бразилию, Габриэль Яред отправился на родину, в Ливан. Однако он посетил Париж, где в итоге и остался. Вместе с братьями-музыкантами, с которыми он жил, Яред занялся написанием песен, а также впервые попробовал свои силы в оркестровке струнных, медных духовых инструментов и хора. Навыки оркестратора, в отличие от композиторских, не остались незамеченными, и Яред в течение последующих шести лет создал внушительную серию оркестровок — всего около трёх тысяч — которые использовались музыкантами в звукозаписывающих студиях.
С 1974 по 1980 годы Яред благодаря сотрудничеству с такими исполнителями, как Джонни Холлидей, Сильви Вартан, Энрико Масиас, Шарль Азнавур, Жильбер Беко продолжал совершенствовать свои музыкальные навыки. Участвуя в создании альбома Star Франсуазы Арди в 1976 году, он, наконец, смог использовать иные свои способности помимо оркестровки. Затем Яред работал с Мишелем Жоназом, Мишелем Фюгеном, Миной, когда он смог расширить рамки своей деятельности, проявив себя как сочинитель музыки, художественный руководитель и руководитель проектов в целом. Одновременно, Яред занимался написанием музыки для рекламного бизнеса, участвовал в создании роликов для радио и телевидения, стал автором джингла для программы новостей телеканала TF1, а также записал альбом с собственным вокалом. Примерно в это же время он решил пополнить свой багаж знаний в области музыкальной теории и стал посещать Парижскую консерваторию, где занялся изучением полифонии и фуги.

## Кинокомпозиторская деятельность
Ничто не предвещало, что я стану композитором кинофильмов. Я не человек изображения, я не любитель кино, я не хожу в кино. Я близорук, и именно по этой причине я с трудом выдерживаю вездесущность изображения на экране!
Оригинальный текст (англ.)Nothing prepared me to become a movie score composer. I am not a man of images, I am not a movie buff, I don't go to the movies. I am short-sighted and for that very reason, I have a hard time withstanding the omnipresence of the image on the screen!
— Габриэль Яред
По словам Яреда, как композитор он — интроверт. Его образы возникают благодаря словам и внутренним процессам в его собственном сознании, что противоречит впечатлениям, вызываемым кинематографом. Тем не менее, в 1975 году он записал саундтрек к бельгийскому фильму режиссёра Сами Павела под названием «Miss O'Gynie et les hommes fleurs». Первой же его по-настоящему серьёзной работой для кино стала музыка к фильму Жана-Люка Годара «Спасай, кто может (свою жизнь)», вышедшего в 1980 году. Годар, искавший для своего фильма классического композитора, узнал о Яреде от супруга Франсуазы Арди, Жака Дютрона, который как раз был приглашён на одну из ролей в фильме. При встрече с Яредом Годар объяснил своё видение музыкального оформления его новой картины. Саундтрек должен был представлять вариации на музыкальную тему из оперы «Джоконда» Амилькаре Понкьелли. Поскольку Яред не хотел больше заниматься оркестровкой, он вынужден был сначала отклонить предложение о сотрудничестве и даже «посоветовал» Годару купить путеводитель шоу-бизнеса, где можно найти контактные данные оркестратора. Несмотря на этот «демарш», Годару понравился их разговор и он отправил записку с просьбой о повторной встрече. В итоге Яред записал саундтрек, не увидев ни единого кадра из фильма, основываясь лишь на пожеланиях Годара. Для Яреда именно такой опыт стал очень значимым, поскольку отсутствие готовых материалов снимаемой картины перед глазами давало больше свободы его воображению и творчеству.

### Начальный период
В 1980-е годы Яред стал одним из пионеров в использовании семплирования для записи саундтреков. Первым фильмом, в котором музыка, созданная Яредом, содержит семплы, стал «Мальвиль» (1981), снятый по роману Робера Мерля. Для передачи атмосферы в этой кинокартине, в которой рассказывается о жизни в постъядерном мире, оказалось недостаточно традиционных методов оркестровки, и Яред стал экспериментировать, в частности, с синтезатором Fairlight. Используя различные звуки LP-записей этнической музыки (например, звучание кануна), Яред создал собственный набор семплов, по его мнению наиболее подходящих для фильма. В то же время, подобные решения, добавляя саундтреку новый эффект, соответствующий духу кинокартины, не могли ещё полностью заменить традиционный оркестр, поэтому в «Мальвиле» они являются лишь некоторой частью общего музыкального оформления. Всё же, такое звучание показалось режиссёру фильма слишком необычным, и в окончательном варианте используется всего пять минут музыки из сорока, записанных Яредом.
Таким же образом Яред комбинировал звучание и в других своих работах. Так в фильме Мориса Дюговсона «Сара» (1983), в съёмках которого Яред участвовал не только в качестве композитора, но и сыграл одну из ролей, можно услышать смесь струнного квартета, фортепиано и синтезаторов, а для фильма «Ханна К.» (1983) Коста-Гавраса используются симфонический оркестр и восточная музыка вкупе с электронными инструментами. В претенциозном, по мнению большинства критиков, фильме Жана-Жака Бенекса «Луна в сточной канаве» (1983) наряду с синтезаторами звучат скрипка и бандонеон. Создавая музыку для этого фильма Яред продолжал экспериментировать. Так, для сцены в доках была записана композиция с имитацией звучания различных рабочих инструментов, которые используются на верфи, в том числе молотков и пил; а в финальных титрах звучат все темы из фильма на фоне арфы, проповеди священника и пения птиц.
После «Луны в сточной канаве» Бенекс предложил Яреду написать музыку к следующей его картине — «Тридцать семь и два по утрам» (1986). Прочитав сценарий, Яред встретился с актёрами этого фильма, Жаном-Югом Англадом и Беатрис Даль. Они обсудили ключевую сцену, в которой герои дуэтом играют на фортепиано. Яред заранее написал тему, учитывая музыкальные возможности актёров. Также, ещё до съёмок была написана тема с саксофонами для сцены с каруселью. По словам Яреда в этом фильме удалось достигнуть такого взаимодействия кино и музыки, что многие люди сразу же вспоминают сцены фильма во время прослушивания музыкальных композиций. На этот раз, при записи саундтрека использовалось минимальное количество инструментов: гитара, губная гармоника, саксофон, ударные и синтезатор. Несмотря на это, музыка в фильме стилистически достаточно разнообразна, хотя и объединена общими тематическими элементами.
Фильм «Тридцать семь и два по утрам», получивший известность за пределами Франции, способствовал возникновению интереса к Яреду у зарубежных режиссёров. Один из них, Роберт Олтмен, использовал музыку Яреда в фильмах «Это — судьба!» и «Винсент и Тео». Кроме того, композитор был утвержден в итальянском телевизионном проекте «Римлянка», в котором приняла участие Джина Лоллобриджида.
Работая с французским режиссёром Жаном-Пьером Моки Яред записал музыку к фильму «Сентиментальный агент» (1987), сочинив ещё до начала съёмок главную тему. С учётом пожеланий Моки саундтрек должен был получиться очень тематичным, а также очень херрманничным. Их сотрудничество продолжилось затем в работе над кинокомедией «Время удовольствий» (1988). Ещё с юности будучи поклонником вокальной группы Double Six, Яред пригласил её основательницу, Мими Перрин, написать и исполнить вместе с другими участниками группы заглавную песню для фильма.
Помимо игровых фильмов Яред принимал участие и в анимационных проектах. Сотрудничая с французским аниматором Рене Лалу, он написал музыку к короткометражному мультфильму «Как был спасён Вонг Фо» (1987) и полнометражной мультипликационной ленте «Гандахар» (1988). Лалу предоставил Яреду полную свободу творчества. Композитор записал музыку, используя возможности синтезатора, в том числе тему для «Гандахара», источником вдохновения для которой послужили хоралы Баха для органа.
Стать композитором фильма Брюно Нюиттена «Камилла Клодель» Яреду предложила продюсер и исполнительница главной роли, Изабель Аджани, после того, как выяснилось, что первоначальные планы режиссёра использовать в фильме музыкальное наследие Бенджамина Бриттена не могут быть реализованы из-за действия авторских прав. В саундтреке, ставшим одним из самых классических по стилю из записанных Яредом, заметно влияние таких композиторов, как Арнольд Шёнберг, Рихард Штраус и Густав Малер. Наряду с музыкой «Английского пациента» и отвергнутым саундтреком для «Трои» Яред называл музыку «Камиллы Клодель» в числе своих трёх главных достижений в кинематографе.
В 1993 году Яред стал лауреатом премии «Сезар» благодаря своему творческому вкладу в киноленту Жана-Жака Анно «Любовник». Перед съёмками этого фильма Анно, беседуя с композитором, говорил о музыке Шопена, о Маргерит Дюрас, по автобиографической повести которой был написан сценарий, сравнивал её простую историю с арпеджио в музыке. Примером результата такого взаимодействия композитора и режиссёра может служить одна из музыкальных тем «Любовника», построенная на взаимодействии арпеджио на основе пентатоники, и си-минорной тональности вальса Шопена.

### Сотрудничество с Энтони Мингеллой
Британский кинорежиссёр Энтони Мингелла обратил внимание на Яреда благодаря фильмам с музыкой последнего — «Тридцать семь и два по утрам» и «Любовник». Выяснилось, что их вкусы объединяла увлечённость Бахом; в музыке они оба любили красоту и строгость. Мингелла собирался задействовать талант Яреда ещё для «Мистера Чудо» — своего первого голливудского фильма, но неизвестному в то время в Америке европейскому композитору наниматели предпочли другого. Тем не менее, уже для следующего своего проекта Мингелла настоял на участии Яреда. Таким образом началась работа над триумфальным для обоих «Английским пациентом». Для этого фильма Яред записывал музыку на протяжении десяти месяцев параллельно съёмкам. По традиции, он ограничился просмотром незначительного количества материалов для будущей картины. Мингелла лишь в общих чертах дал понять, какого результата он ждёт. Режиссёру требовались элегантность и гармония в музыке. В качестве источников вдохновения он предложил музыку Пуччини и Баха, а также восточные музыкальные произведения. Когда одну из тем Баха, из «Вариаций Гольдберга», заказчик предложил оставить без изменений, Мингелла снова добился признания необходимости использовать творчество Яреда.
Для следующего фильма Мингеллы, «Талантливый мистер Рипли», понадобилась музыка, учитывающая атмосферу триллера. Режиссёр вкратце объяснил Яреду что из себя представляет персонаж Мэтта Дэймона: «Этот человек, можно сказать, полностью разделён на две части, он перемещается на одну ногу, а другой отступает». Этого оказалось достаточно, чтобы Яред подобрал синкопированную тему, которая, по его мнению, идеально выражала психологическое состояние персонажа. Кинолента начинается с песни на музыку Яреда в исполнении Шинейд О’Коннор. По словам композитора, психологический эффект этой песни «привносит» атмосферу всего фильма.
О работе над «Холодной горой» Яред вспоминал с меньшим энтузиазмом, чем о киномузыкальном опыте предыдущих картин Мингеллы. Объяснял он это недостаточно частым общением с режиссёром, который для съёмок вынужден был долгое время путешествовать. Кроме того, проект казался Яреду чересчур внушительным, и он постоянно искал в нём своё место. Яред выделил музыку, написанную до начала съёмок фильма, как наиболее удачную. В процессе своей работы композитор контактировал с Николь Кидман, участвовавшей в съёмках, чтобы обсудить некоторые детали музыкального оформления «Холодной горы».
Четвёртым фильмом Мингеллы, над которым работал Яред, стало «Вторжение» 2006 года. На этот раз запись саундтрека в течение почти полутора лет велась совместно с британской группой Underworld. В фильме ритмичную электронную музыку группы и акустические фрагменты поддерживает оркестр струнных, добавляя эмоций в «бездушный» ритм, передающий сущность современного города. Таким образом, в воссозданной атмосфере постоянного выжидания находится место для музыкального выражения переживаний героев фильма.
Впоследствии Яред был утвержден композитором последнего проекта Мингеллы — сериала «Женское детективное агентство №1», пилотный эпизод которого вышел уже после смерти режиссёра.

### Другие работы
Американские кинопроизводители после ряда голливудских картин, в работе над которыми принимал участие Габриэль Яред, видели в нём, в первую очередь, романтического композитора для историй любви, которые заканчиваются плохо. Яред, не желая становиться заложником такого представления о себе, продолжал участвовать в европейском кинематографе, который предоставлял ему больше разнообразия для творчества. В то же время, его талант продолжал использоваться и в кино американского производства.

Если бы я хотел сделать карьеру после получения «Оскара», то переехал бы в Голливуд и был бы сегодня знаменитым и богатым. Я решил работать, имея доступ к меньшим ресурсам, но с людьми, которые немного глубже понимают человека.
Оригинальный текст (фр.)Si j’avais voulu faire carrière lorsque j’ai obtenu un Oscar, je me serais installé à Hollywood et j’aurais été aujourd’hui un homme célèbre et riche. J’ai choisi de travailler avec moins de moyens, mais avec des gens qui ont un sens de l’humain un peu plus profond.
— Габриэль Яред
Одним из примеров участия Яреда в европейском кино 2000-х является оскароносный фильм Флориана Хенкеля фон Доннерсмарка «Жизнь других». Режиссёр в течение нескольких месяцев писал запросы на сотрудничество c Яредом, желая получить в своем фильме ту же психологическую красоту в музыке, что, по мнению Доннерсмарка, присутствует и в «Талантливом мистере Рипли». В конце концов, Яред согласился написать музыку, несмотря на скромный бюджет картины и собственную занятость. В связи с ограничением по времени из-за своих обязательств в другом проекте («Вторжение»), Яред предложил сотрудничество композитору Стефану Муша, который ранее на протяжении десяти лет был его помощником. Основные темы для будущей кинокартины написал Яред, а Муша адаптировал материал к сценам фильма и занимался оркестровкой. Музыка, передающая атмосферу существования людей в условиях тотального контроля, была записана при участии Пражского симфонического оркестра.
Музыка Яреда к полнометражной анимационной ленте «Азур и Азмар», повествующей о различиях между западным и восточным мирами, стала некой проекцией не только тематики мультфильма, но и географии происхождения самого композитора. Развитие сюжета в творении Мишеля Осело сопровождается музыкальным переходом от сочетания западных средневековых инструментов, среди которых — блокфлейта и орган, к традиционным восточным: канун, уд, най, арабская скрипка, восточные ударные. Поскольку персонажи в мультфильме танцуют и поют, потребовалось особое взаимодействие композитора с творческой группой, чтобы синхронизировать музыку и анимацию. Одним из вокальных исполнителей для мультфильма стал сам композитор.
Несколько отступив от привычной для себя манеры, за работу над саундтреком драмы Яна Кунена «Коко Шанель и Игорь Стравинский» Яред приступил всего за три месяца до начала озвучивания фильма. Такое исключение объясняется использованием хорошо известной Яреду темы Стравинского «Весна священная» в качестве стержня в музыкальном оформлении фильма. По словам кинокомпозитора, его собственная музыка нужна здесь лишь для того, чтобы подчеркнуть историю и отношения двух главных персонажей фильма.
В череде американских мелодрам, среди которых такие фильмы, как «Город ангелов», «Послание в бутылке», «Лучший друг», «Осень в Нью-Йорке», «Амелия», Яреду удалось применить своё творческое умение в голливудском кино иного жанра, став первым в истории «фабрики грёз» французским композитором фильма ужаса. Возможность получить новый опыт, которым стала работа над саундтреком фильма «1408» — по рассказу Стивена Кинга — Яред воспринял с радостью, назвав его «омолаживающим». Режиссёру фильма, Микаэлю Хафстрему, композитора рекомендовал Харви Вайнштейн — сооснователь Miramax Films и исполнительный продюсер картин Мингеллы. Музыкальное очерчивание мистических явлений в фильме «1408» достигнуто через сочетание традиционного симфонического оркестра с придающим звучанию необходимую мрачность набором электронных вставок.

### Отклонённый саундтрек к фильму «Троя» и другие неудачи
До «Трои» музыка Яреда, написанная для кино, была отвергнута дважды. В одном случае это произошло из-за отсутствия понимания между ним и режиссёром Билле Аугустом во время работы над фильмом «Отверженные». В другой раз это случилось, когда Яреду поручили заменить записанный саундтрек Эда Шермура для «Крыльев голубки», а в итоге было принято решение вернуться к первоначальному варианту. Но именно отказ от плодов почти годовой работы над саундтреком «Трои» стал для Яреда самым неожиданным и неприятным.
Несмотря на возникшую у Яреда в Голливуде репутацию автора музыки к романтическим драмам и лишь незначительный опыт композитора в работе над эпическими кинолентами (исключение — фильм 1985 года «Прощай, Бонапарт»), режиссёр Вольфганг Петерсен всё же доверил ему музыкальное оформление «Трои», рассчитывая на достаточно глубокий эмоциональный уровень творения. Композитор приступил к работе в 2003 году. Концепция Яреда предполагала создание классической музыки, но в то же время ей нужно было придать современное звучание. В атмосфере эпической истории должны были слышаться тонкие и эмоциональные эпизоды. Яред использовал оркестр духовых инструментов с 25 медными, чтобы увеличить диапазон оттенков звучания. Для драматичных и батальных сцен было записано хоровое пение. Ударные обеспечили множество этнических и обычных звуков и ритмов. Был использован болгарский хор, а также вокал македонской певицы Тани Царовской, который в качестве «голоса судьбы» звучал бы, например, в такие ключевые моменты, как поединок Гектора и Ахиллеса. Яред сочинил песню на тему любви Елены и Париса. В фильме она звучала бы в исполнении Тани Царовской, написавшей для песни текст на македонском языке.
По словам Яреда, Петерсен, прослушивая образцы будущего саундтрека, выражал полную удовлетворённость качеством музыки. Всё изменилось после тестового показа фильма перед ограниченной аудиторией (около 20 человек). По результатам просмотра на тот момент ещё не завершённому саундтреку была дана характеристика «подавляющего» и «старящего фильм». Несмотря на то, что во время предпоказа использовалось лишь предварительная звуковая дорожка, в течение 24 часов режиссёр и студия приняли решение отказаться от услуг Яреда.

Что меня потрясло больше всего — это то, что мне не дали шанса исправить или изменить мой саундтрек или даже ответить на какой-либо вопрос или обвинение в адрес моей работы…Оригинальный текст (англ.)What shocked me the most was that I wasn't given the chance to fix or change my score or even to answer to any of the questions or accusations being leveled at my work…— Габриэль Яред
Произошедшее уязвлённый композитор назвал предательством. На своем сайте он разместил открытое обращение, в котором выразил своё отношение к возникшей ситуации и заявил, что саундтрек к «Трое» стал лучшим в его карьере. Данное публичное обращение не всеми было одобрено с точки зрения корпоративной этики, и были высказаны опасения касаемо последствий для репутации Яреда. Композитор, кроме того, выложил на сайте фрагменты отклонённого саундтрека, но через некоторое время вынужден был убрать их по требованию Warner Bros. (по условиям контракта музыка принадлежит кинокомпании).
Музыка к «Трое» была перепоручена Джеймсу Хорнеру всего за несколько недель до премьеры фильма. Хорнер в сжатые сроки сумел записать свой саундтрек, по отзывам критиков довольно неплохого качества. Впоследствии в одном из интервью на радио он подверг резкой критике Яреда, усомнившись в его способностях сочинять музыку именно для кино. Однако различные обозреватели благоприятно отзывались о музыке Яреда и, сравнивая два саундтрека, отдавали ей своё предпочтение (были и другие мнения). На одном из сайтов была даже подана петиция с просьбой включить в готовящееся к релизу издание «Трои» на DVD дополнительную звуковую дорожку с музыкой Яреда и/или отдельный саундтрек-альбом. Позднее был выпущен бутлег, на котором был отклоненный саундтрек Яреда.
Ситуация с заменой Яреда на другого композитора повторилась во время съёмок фильма «Турист». Режиссёр «Туриста» Флориан Хенкель фон Доннерсмарк, с которым Яред работал над фильмом «Жизнь других», уволил последнего, отказавшись от результатов девятимесячного труда композитора, как и в случае с «Троей» — после тестового предпоказа.

## Отзывы
Джеймс Хорнер, после того, как он заменил Яреда в качестве композитора «Трои», в своём интервью вразрез с оценками обозревателей назвал отвергнутый саундтрек Яреда «банальным» и даже «ужасным». Согласившись со зрителями, которые после предпоказа фильма Петерсена дали музыке Яреда характеристику несоответствующей требованиям современного кино, Хорнер сравнил такую «Трою» с «Подвигами Геракла» — киноэпопеей полувековой давности. По мнению Хорнера, фильмы Яреда — более утончённые, и его музыка не годится для масштабных экшн-фильмов, каким является «Троя». По поводу причин неудачи Яреда Хорнер сказал следующее:

Это случилось не потому, что Габриэль неодарённый композитор, а потому, что он просто не имеет никакого представления о том, как писать музыку к фильмам.
Оригинальный текст (англ.)And it wasn't because Gabriel's not a gifted writer, it's because he just doesn't have any knowledge of writing film scores.
— Джеймс Хорнер
«Троя» — не единственный пример, когда музыка Яреда называлась старомодной. Тем не менее, один из обозревателей, рецензируя саундтрек «Амелии», признал, что музыкой, имеющей такую же особенность в этом фильме, вполне могут насладиться поклонники других подобных работ кинокомпозитора, например, саундтреков «Послания в бутылке» или «Одержимости». Он же нашёл общие черты музыки в этих кинолентах с романтическими сочинениями Джона Барри.

## Особенности творчества
История творчества Габриэля Яреда демонстрирует его желание экспериментировать как с точки зрения культурного разнообразия музыки, так и в плане использования технических средств. Начальный период его участия в кинематографе ознаменован поиском баланса между звучанием электронных инструментов и традиционного оркестра. В своих первых фильмах Яред большую роль отводил синтезаторам, широко использовал диссонирующие тона и повторы, что, возможно, придавало чрезмерную искусственность его музыке. Но уже в фильмах 1983 года — «Луна в сточной канаве» и «Скарлатина» — оркестру уделено необходимое для музыкального баланса внимание. Со временем электронное сопровождение в саундтреках Яреда стало менее заметным. Вместо этого композитор предпочитал варьировать звучание с помощью оркестровок и, наряду с частым обращением к фортепиано, искал музыкальные решения в соло других музыкальных инструментов: кларнет и саксофон в «Тётушке Даниэль», аккордеон и скрипка в «Винсенте и Тео» или гитара в «Королевской шлюхе».
Яред использовал не слишком много мелодий в своих саундтреках, вместо этого он предлагал зрителю различные вариации, основанные, главным образом, на одной-двух мелодиях. Его универсализм проявился в умении создавать музыку в соответствии с разными культурными традициями. Например, знакомство Яреда с бразильской музыкой отражено в фильме «Тридцать семь и два по утрам». Восточные мотивы слышны в драме, затрагивающей палестино-израильские отношения, «Ханна К.», в историческом фильме «Прощай, Бонапарт» о египетском походе Наполеона и в комедийной экраницазии «Тысяча и одна ночь». Часть музыки из «Тётушки Даниэль» написана под оперное сопрано Катрин Рингер. В «Сентиментальном агенте» используется оркестровка в парижском стиле. В фильме «Луна в сточной канаве» звучит танго, в картине «Время удовольствий» — провокационная песня, а в комедии «Ночь в национальной ассамблее» — ироничный марш. Широта взглядов композитора на творчество обнаружилась и в сочетании различных музыкальных стилей в рамках отдельно взятых фильмов. В «Любовнике» музыка, погружая зрителя в атмосферу двадцатых и тридцатых годов XX века, предлагает ему блюз и пасодобль, вальс и фокстрот, ноктюрн и хабанеру и даже версию «Марсельезы», исполненную с помощью китайских народных инструментов. В другой картине с музыкой Яреда — «Остров мастодонтов» — звучат арабские песни, йодль, американский фолк и рэп.

### Организация творчества
Универсальной схемы работы над музыкой к фильмам у Яреда нет. Организация процесса зависит от тематики фильма и людей, с которыми он работает. В отличие от других кинокомпозиторов Яред предпочитает включаться в работу уже на стадии написания сценария. Такой подход, по словам Яреда, позволяет не привязывать своё творчество к «картинкам из кино» и даёт необходимую свободу воображению. В ранний период своей киномузыкальной деятельности, начиная с фильма Годара «Спасайся кто может», композитор записывал основной материал ещё до начала съёмочного процесса. Позже Яред выработал более гибкий подход и стал планировать написание некоторой части музыки уже после съёмок. Такой метод он впервые применил для фильма Жана-Жака Анно «Любовник» и развил, создавая музыку для «Английского пациента».
Музыка зарождается в воображении Яреда уже при чтении сценария, вдохновению способствуют беседы с режиссёром и актерами. На этой стадии появляются основные тематические композиции. Перед тем, как начать работать непосредственно с изображением, для согласования музыкального материала с режиссёром Яред готовит демозапись с сочинёнными темами. В ранний период творчества для её составления композитор ограничивался фортепиано. Со временем, появилась необходимость готовить материалы, уже содержащие в себе все использующиеся музыкальные инструменты и примеры оркестровки.
На следующем этапе, для того чтобы более точно «настроить» музыку применительно к изображению, композитор присутствует на съёмках и просматривает отснятые материалы. Таким образом, музыка продолжает формироваться вместе с фильмом. Обычно Яред тратит значительное количество времени на саундтрек, и в отличие от многих его коллег никогда не работает сразу в нескольких кинопроектах.
Важным моментом в создании саундтрека Яред считает оркестровку, которая позволяет варьировать звучание, добавляя различные музыкальные оттенки и формы в мелодии для достижения в нём необходимого акцента. В связи с нехваткой времени композитор пользуется услугами оркестраторов, которые доводят предоставляемый Яредом материал до нужного завершения. Помощниками Яреда в разное время были Стефан Муша, Джон Белл, Джефф Атмаджян.

## Взгляды на киномузыкальное искусство
Габриэль Яред объясняет сравнительно невысокое число выпускаемых фильмов с его музыкой необходимостью достаточного количества времени, чтобы саундтрек мог соответствовать истинному духу фильмов. Иной подход, по словам Яреда, делает из автора производителя музыки, а не композитора. В его понимании, пять-шесть фильмов в среднем в год, характерные для современных кинокомпозиторов, не позволяют углубляться в творчество и не оставляют времени на поиск новых идей. Как считает Яред, нет ничего хуже для композитора, чем оказаться «застрявшим» в каком-то одном из музыкальных стилей.
Музыку Яред определяет как самодостаточную форму искусства, не нуждающуюся в изображении. Хорошая музыка, напротив, позволяет воссоздать образы или подчеркнуть существующие. По словам Яреда, музыка должна не просто обозначать каждую сцену в фильме, она должна воздействовать на подсознание, чтобы воодушевлять публику.

Даже если берётся дрянной фильм, вроде порнографического, и на него накладывается Концерт Моцарта для кларнета — разом изображение становится более ценным.
Оригинальный текст (фр.)Même si on prend un film minable, comme un film pornographique, et qu'on met dessus le Concerto pour Clarinette de Mozart, tout d'un coup, cette image prend de la valeur.
— Габриэль Яред
По мнению Яреда, чтобы быть успешным, кинематограф нуждается в глубокой, запоминающейся музыке.

## Результаты творчества
| Год  |     | Русское название                   | Оригинальное название                  | Роль                     |
| ---- | --- | ---------------------------------- | -------------------------------------- | ------------------------ |
| 1974 | ф   |                                    | Miss O'Gynie et les hommes fleurs      |                          |
| 1980 | ф   | Спасайся кто может                 | Sauve qui peut (la vie)                |                          |
| 1981 | ф   | Мальвиль                           | Malevil                                |                          |
| 1982 | ф   | Приглашение в путешествие          | Invitation au voyage                   |                          |
| 1982 | ф   |                                    | Interdit aux moins de 13 ans           |                          |
| 1982 | ф   |                                    | Les petites guerres                    |                          |
| 1983 | ф   | Сара                               | Sarah                                  | Paul Jarry, the composer |
| 1983 | ф   | Луна в сточной канаве              | La lune dans le caniveau               |                          |
| 1983 | ф   | Ява теней                          | La java des ombres                     |                          |
| 1983 | ф   | Ханна К.                           | Hanna K.                               |                          |
| 1983 | ф   | Скарлатина                         | La scarlatine                          |                          |
| 1984 | ф   | Диагональ слона                    | La diagonale du fou                    |                          |
| 1984 | ф   | Стрельба вприглядку                | Tir à vue                              |                          |
| 1984 | ф   | Немо                               | Nemo                                   |                          |
| 1985 | ф   | Телефон всегда звонит дважды       | Le téléphone sonne toujours deux fois  |                          |
| 1985 | ф   | Прощай, Бонапарт                   | Adieu Bonaparte                        |                          |
| 1985 | ф   | Вечный скаут                       | Scout toujours…                        |                          |
| 1985 | док | Вода и человек                     | Water and Man                          |                          |
| 1986 | ф   | Тридцать семь и два по утрам       | 37°2 le matin                          |                          |
| 1986 | ф   | Красная зона                       | Zone rouge                             |                          |
| 1986 | ф   |                                    | Flagrant désir                         |                          |
| 1986 | ф   | Беспорядок                         | Désordre                               |                          |
| 1987 | ф   |                                    | Last Song                              |                          |
| 1987 | ф   | Это — судьба!                      | Beyond Therapy                         |                          |
| 1987 | ф   | Сентиментальный агент              | Agent trouble                          |                          |
| 1987 | ф   | Мужчина в вуали                    | L'homme voilé                          |                          |
| 1987 | мф  | Как был спасен Вонг Фо             | Comment Wang-Fo fut sauvé              |                          |
| 1987 | док | Поль Дельво                        | Paul Delvaux                           |                          |
| 1988 | мф  | Гандахар                           | Gandahar                               |                          |
| 1988 | ф   | Время удовольствий                 | Les saisons du plaisir                 |                          |
| 1988 | тф  |                                    | Les rats de Montsouris                 |                          |
| 1988 | ф   | Завещание убитого еврейского поэта | Le testament d'un poète juif assassiné |                          |
| 1988 | ф   | Ночь в национальной ассамблее      | Une nuit à l'Assemblée Nationale       |                          |
| 1988 | ф   | В трезвом уме и твёрдой памяти     | Clean and Sober                        |                          |
| 1988 | тф  | Римлянка                           | La romana                              |                          |
| 1988 | ф   | Камилла Клодель                    | Camille Claudel                        |                          |
| 1988 | мф  | Заключённый                        | La prisonnière                         |                          |
| 1989 | ф   | Чёрная вода                        | Tennessee Nights                       |                          |
| 1989 | ф   | Ромеро                             | Romero                                 |                          |
| 1990 | ф   | Тётушка Даниэль                    | Tatie Danielle                         |                          |
| 1990 | ф   | Тысяча и одна ночь                 | Les 1001 nuits                         |                          |
| 1990 | ф   | Винсент и Тео                      | Vincent & Theo                         |                          |
| 1990 | ф   | Королевская шлюха                  | La putain du roi                       |                          |
| 1992 | ф   | Любовник                           | L'amant                                |                          |
| 1992 | тф  |                                    | The First Circle                       |                          |
| 1992 | ф   | Остров мастодонтов                 | IP5: L'île aux pachydermes             |                          |
| 1992 | ф   | Дочь воздуха                       | La fille de l'air                      |                          |
| 1992 | док |                                    | L'arche et les déluges                 |                          |
| 1993 | ф   | Инстинкт ангела                    | L'instinct de l'ange                   |                          |
| 1993 | ф   | Карта человеческого сердца         | Map of the Human Heart                 |                          |
| 1993 | ф   | Праздник                           | Les marmottes                          |                          |
| 1993 | ф   | Между двух огней                   | Profil bas                             |                          |
| 1994 | ф   |                                    | Des feux mal éteints                   |                          |
| 1994 | тф  | Изгнание из рая                    | Fall from Grace                        |                          |
| 1994 | с   |                                    | 3000 scénarios contre un virus         |                          |
| 1995 | ф   | Крылья отваги                      | Wings of Courage                       |                          |
| 1995 | ф   | Чёрный, как воспоминание           | Noir comme le souvenir                 |                          |
| 1995 | тф  | Человек на воздушной подушке       | L'homme aux semelles de vent           |                          |
| 1996 | ф   | Английский пациент                 | The English Patient                    |                          |
| 1996 | ф   | Эркюль и Шерлок против мафии       | Hercule et Sherlock                    |                          |
| 1996 | ф   |                                    | La dame du cirque                      |                          |
| 1997 | ф   | Тонка                              | Tonka                                  |                          |
| 1998 | ф   | Город ангелов                      | City of Angels                         |                          |
| 1998 | ф   | Послание в бутылке                 | Message in a Bottle                    |                          |
| 1999 | тф  |                                    | Premier de cordée                      |                          |
| 1999 | ф   | Талантливый мистер Рипли           | The Talented Mr. Ripley                |                          |
| 1999 | тф  |                                    | Clavigo                                |                          |
| 2000 | ф   | Лучший друг                        | The Next Best Thing                    |                          |
| 2000 | ф   | Осень в Нью-Йорке                  | Autumn in New York                     |                          |
| 2001 | ф   | Лиза                               | Lisa                                   |                          |
| 2001 | ф   |                                    | Not Afraid, Not Afraid                 |                          |
| 2002 | ф   | Идол                               | L'idole                                |                          |
| 2002 | ф   | Одержимость                        | Possession                             |                          |
| 2002 | ф   | Единственная на свете              | The One and Only                       |                          |
| 2003 | ф   | Бон вояж!                          | Bon voyage                             |                          |
| 2003 | ф   | Потерянные моряки                  | Les marins perdus                      |                          |
| 2003 | ф   | Сильвия                            | Sylvia                                 |                          |
| 2003 | ф   | Холодная гора                      | Cold Mountain                          |                          |
| 2004 | ф   | Давайте потанцуем                  | Shall We Dance                         |                          |
| 2005 | ф   | Живой самолёт                      | L'avion                                |                          |
| 2005 | ф   |                                    | Underexposure                          |                          |
| 2006 | ф   | Жизнь других                       | Das Leben der Anderen                  |                          |
| 2006 | мф  | Азур и Азмар                       | Azur et Asmar                          |                          |
| 2006 | ф   | Вторжение                          | Breaking and Entering                  |                          |
| 2007 | ф   | 1408                               | 1408                                   |                          |
| 2007 | док |                                    | Bandes originales: Gabriel Yared       |                          |
| 2007 | тф  | Комната с видом                    | A Room with a View                     |                          |
| 2007 | ф   | Манолете                           | Manolete                               |                          |
| 2008 | тф  | Женское детективное агентство №1   | The No 1 Ladies' Detective Agency      |                          |
| 2008 | ф   | Воскрешённый Адам                  | Adam Resurrected                       |                          |
| 2008 | док | Наши дети будут обвинять нас       | Nos enfants nous accuseront            |                          |
| 2009 | ф   | Бал актрис                         | Le bal des actrices                    |                          |
| 2009 | ф   | Коко Шанель и Игорь Стравинский    | Coco Chanel & Igor Stravinsky          |                          |
| 2009 | ф   | Ёжик                               | Le hérisson                            |                          |
| 2009 | ф   | Амелия                             | Amelia                                 |                          |
| 2009 | кор |                                    | Des enfants dans les arbres            |                          |
| 2011 | ф   | В краю крови и мёда                | In the Land of Blood and Honey         |                          |
| 2012 | ф   | Влюблённые                         | Belle du Seigneur                      |                          |
| 2012 | ф   | Королевский роман                  | En kongelig affære                     |                          |
| 2012 | ф   | Повар для Президента               | Les saveurs du Palais                  |                          |
| 2013 | ф   | Тереза Ракен                       | In Secret                              |                          |
| 2014 | ф   | Пророк                             | Kahlil Gibran’s The Prophet            |                          |

| Релизы    | Релизы                                                             | Релизы                                  | Релизы                           |
| --------- | ------------------------------------------------------------------ | --------------------------------------- | -------------------------------- |
| Год       | Название                                                           | Лейбл                                   | Allmusic                         |
| 1975      | Vocals                                                             | Tele Music                              |                                  |
| 1979      | Toc Toc Toqué                                                      | RCA Records                             |                                  |
| 1980      | Sauve qui peut (la vie)                                            | Flarenasch                              | Альбом (англ.) на сайте AllMusic |
| 1981      | Malevil                                                            | RCA Records                             |                                  |
| 1982/1983 | Invitation au voyage                                               | RCA Records/Varèse Sarabande Records    |                                  |
| 1983      | La Java des ombres                                                 | Milan Records                           |                                  |
| 1983/1987 | La lune dans le caniveau                                           | RCA Records                             | Альбом (англ.) на сайте AllMusic |
| 1983      | La scarlatine                                                      | Milan Records                           |                                  |
| 1983      | Hanna K.                                                           | RCA Records                             |                                  |
| 1985      | Scout toujours…                                                    | Milan Records                           |                                  |
| 1986      | 37°2 le matin                                                      | Virgin Records                          | Альбом (англ.) на сайте AllMusic |
| 1986      | Desordre                                                           | Virgin Records France                   |                                  |
| 1987      | Agent Trouble                                                      | Milan Records                           |                                  |
| 1988      | Camille Claudel                                                    | Virgin Records France                   | Альбом (англ.) на сайте AllMusic |
| 1988      | Les saisons du plaisir                                             | Milan Records                           |                                  |
| 1988      | Shamrock                                                           | Les Disques du Crépuscule               |                                  |
| 1990      | Les 1001 nuits                                                     | Musidisc                                |                                  |
| 1990      | Tatie Danielle                                                     | Virgin Records France                   |                                  |
| 1992      | IP5: L'île aux pachydermes                                         | Philips Records                         | Альбом (англ.) на сайте AllMusic |
| 1992      | La fille de l'air                                                  | Disques Carrère                         |                                  |
| 1992      | L'amant                                                            | Virgin Records/Varèse Sarabande Records | Альбом (англ.) на сайте AllMusic |
| 1993      | Les marmottes                                                      | RCA Records                             |                                  |
| 1993      | Map of the Human Heart                                             | Philips Records/PolyGram Records        | Альбом (англ.) на сайте AllMusic |
| 1993      | L'arche et les deluges                                             | Columbia Records                        |                                  |
| 1995      | Wings of Courage                                                   | Sony Classical                          | Альбом (англ.) на сайте AllMusic |
| 1996      | Adieu Bonaparte                                                    | CAM                                     | Альбом (англ.) на сайте AllMusic |
| 1996      | The English Patient                                                | Fantasy Records                         | Альбом (англ.) на сайте AllMusic |
| 1997/1998 | Tonka                                                              | PolyGram Records                        |                                  |
| 1999      | The Talented Mr. Ripley                                            | Sony Classical                          |                                  |
| 1999      | Message in a Bottle                                                | Atlantic Records                        | Альбом (англ.) на сайте AllMusic |
| 2000      | Autumn in New York                                                 | Hollywood Records                       |                                  |
| 2001      | Discovery                                                          | Yad Music                               |                                  |
| 2002      | Possession                                                         | RCA Records                             | Альбом (англ.) на сайте AllMusic |
| 2003      | Cold Mountain                                                      | Miramax Records                         |                                  |
| 2003      | L'idole                                                            | East West                               |                                  |
| 2003      | Bon voyage                                                         | East West                               |                                  |
| 2003      | Sylvia                                                             | Varèse Sarabande Records                | Альбом (англ.) на сайте AllMusic |
| 2004      | Troy (Rejected Score) (бутлег)                                     | Gorfaine-Schwartz Agency                |                                  |
| 2005      | L'avion                                                            | Colosseum Records                       |                                  |
| 2006      | Das Leben der Anderen (в соавторстве со Стефаном Муша)             | Varèse Sarabande Records                |                                  |
| 2006      | Azur et Asmar                                                      | Naïve                                   | Альбом (англ.) на сайте AllMusic |
| 2006      | Breaking and Entering (в соавторстве c Underworld)                 | V2 Records                              | Альбом (англ.) на сайте AllMusic |
| 2007      | 1408                                                               | Varèse Sarabande Records                | Альбом (англ.) на сайте AllMusic |
| 2009      | Le hérisson                                                        | Colosseum Records                       | Альбом (англ.) на сайте AllMusic |
| 2009      | Amelia                                                             | Varèse Sarabande Records                | Альбом (англ.) на сайте AllMusic |
| 2009      | Coco Chanel & Igor Stravinsky (в соавторстве с Игорем Стравинским) | Naïve                                   |                                  |

| Сборники | Сборники                                                                               | Сборники              | Сборники                         |
| -------- | -------------------------------------------------------------------------------------- | --------------------- | -------------------------------- |
| Год      | Название                                                                               | Лейбл                 | Allmusic                         |
| 1988     | Chansons et musiques des films de Jean-Pierre Mocky (в соавторстве с Хорхе Арриагадой) | Milan Records         |                                  |
| 1994     | Gabriel Yared                                                                          | Virgin Records France |                                  |
| 1998     | Gabriel Yared: Film Music 1980/1998                                                    | Yad Music             |                                  |
| 2005     | Gabriel Yared Film Music                                                               | Cinéfonia Records     |                                  |
| 2008     | Rétrospective                                                                          | Naïve                 | Альбом (англ.) на сайте AllMusic |

## Достижения и признание
Наиболее удачным фильмом в плане призов для кинокомпозитора стал «Английский пациент», который принёс ему «Оскара», «Золотой глобус», «Грэмми», BAFTA и ряд других премий. На премию Американской киноакадемии Яред номинировался ещё дважды, каждый раз — благодаря музыке к фильмам Энтони Мингеллы. В 2010 году композитор получил премию Европейской киноакадемии за европейский вклад в мировой кинематограф. На церемонии награждения, прошедшей в Таллине, награду представила Жюльет Бинош, участвовавшая в фильмах с музыкой Яреда — «Английском пациенте» и «Вторжении», а вручила — вдова Энтони Мингеллы.

Когда я слушаю твою музыку, она проникает в мою душу, я никогда не знаю, буду я плакать или смеяться.— Жюльет Бинош
В составленном журналом MovieScore рейтинге Габриэль Яред находится на 67 месте среди кинокомпозиторов по совокупности собранной кассы (274 млн долларов) фильмами, над которыми они работали, и вышедшими в прокат в США в период с 2000 по 2009 годы.
| Хронология номинаций и наград | Хронология номинаций и наград | Хронология номинаций и наград                                                                           | Хронология номинаций и наград                                                 | Хронология номинаций и наград    |
| Год                           | Результат                     | Событие                                                                                                 | Категория                                                                     | Номинируемое произведение        |
| ----------------------------- | ----------------------------- | --- | ----------------------------------------------------------------------------- | -------------------------------- |
| 1984                          | награда                       | Премия Общества авторов, композиторов и издателей музыки                                                | Гран-при                                                                      | Луна в сточной канаве Ханна К.   |
| 1986                          | награда                       | Премия «Виктуар де ля мюзик»                                                                            | Саундтрек года                                                                | Тридцать семь и два по утрам     |
| 1986                          | номинация                     | Премия «Сезар»                                                                                          | Лучшая музыка, написанная для фильма                                          | Тридцать семь и два по утрам     |
| 1988                          | номинация                     | Премия «Сезар»                                                                                          | Лучшая музыка, написанная для фильма                                          | Сентиментальный агент            |
| 1989                          | награда                       | Премия «Виктуар де ля мюзик»                                                                            | Саундтрек года                                                                | Камилла Клодель                  |
| 1989                          | номинация                     | Премия «Сезар»                                                                                          | Лучшая музыка, написанная для фильма                                          | Камилла Клодель                  |
| 1992                          | награда                       | Премия «Виктуар де ля мюзик»                                                                            | Саундтрек года                                                                | Любовник                         |
| 1993                          | награда                       | Премия «Сезар»                                                                                          | Лучшая музыка, написанная для фильма                                          | Любовник                         |
| 1993                          | номинация                     | Премия Австралийского киноинститута                                                                     | Лучшая музыка к фильму                                                        | Карта человеческого сердца       |
| 1995                          | номинация                     | Премия «Виктуар де ля мюзик»                                                                            | Саундтрек года                                                                | Чёрный, как воспоминание         |
| 1997                          | награда                       | Премия «Оскар»                                                                                          | Лучшая музыка к драматическому фильму                                         | Английский пациент               |
| 1997                          | награда                       | Премия «Золотой глобус»                                                                                 | Лучшая музыка к фильму                                                        | Английский пациент               |
| 1997                          | награда                       | Премия «Спутник»                                                                                        | Лучшая музыка к фильму                                                        | Английский пациент               |
| 1997                          | награда                       | Премия BAFTA                                                                                            | Премия Энтони Асквита за музыку к фильму                                      | Английский пациент               |
| 1998                          | награда                       | Премия «Грэмми»                                                                                         | Лучшая инструментальная композиция, написанная для фильма или для телевидения | Английский пациент               |
| 1998                          | награда                       | Премия «Виктуар де ля мюзик»                                                                            | Саундтрек года                                                                | Английский пациент               |
| 1998                          | награда                       | Премия Общества авторов, композиторов и издателей музыки                                                | Гран-при                                                                      | Английский пациент               |
| 1999                          | награда                       | Премия в области музыки для кино и телевидения Американского общества композиторов, авторов и издателей | Самые кассовые фильмы                                                         | Город ангелов                    |
| 1999                          | номинация                     | Премия «Спутник»                                                                                        | Лучшая музыка к фильму                                                        | Город ангелов                    |
| 1999                          | номинация                     | Премия «Грэмми»                                                                                         | Лучшая инструментальная композиция, написанная для фильма или для телевидения | Город ангелов                    |
| 2000                          | награда                       | Премия «Выбор критиков» Ассоциации телевизионных кинокритиков                                           | Лучший композитор                                                             | Талантливый мистер Рипли         |
| 2000                          | номинация                     | Премия «Оскар»                                                                                          | Лучшая музыка к фильму                                                        | Талантливый мистер Рипли         |
| 2000                          | номинация                     | Премия «Золотой глобус»                                                                                 | Лучшая музыка к фильму                                                        | Талантливый мистер Рипли         |
| 2000                          | номинация                     | Премия BAFTA                                                                                            | Премия Энтони Эскуита за музыку к фильму                                      | Талантливый мистер Рипли         |
| 2004                          | награда                       | Премия Всемирной академии саундтреков                                                                   | Композитор саундтрека года                                                    | Холодная гора                    |
| 2004                          | награда                       | Премия Всемирной академии саундтреков                                                                   | Лучший оригинальный саундтрек года                                            | Холодная гора                    |
| 2004                          | награда                       | Премия BAFTA                                                                                            | Премия Энтони Эскуита за музыку к фильму                                      | Холодная гора                    |
| 2004                          | номинация                     | Премия «Сезар»                                                                                          | Лучшая музыка, написанная для фильма                                          | Бон вояж!                        |
| 2004                          | номинация                     | Премия «Выбор критиков» Ассоциации телевизионных кинокритиков                                           | Лучший композитор                                                             | Холодная гора                    |
| 2004                          | номинация                     | Премия «Спутник»                                                                                        | Лучшая музыка к фильму                                                        | Холодная гора                    |
| 2004                          | номинация                     | Премия «Золотой глобус»                                                                                 | Лучшая музыка к фильму                                                        | Холодная гора                    |
| 2004                          | номинация                     | Премия «Оскар»                                                                                          | Лучшая музыка к фильму                                                        | Холодная гора                    |
| 2006                          | номинация                     | Премия немецкого кино                                                                                   | Лучшая музыка к фильму                                                        | Жизнь других                     |
| 2006                          | номинация                     | Премия Европейской киноакадемии                                                                         | Лучший кинокомпозитор                                                         | Жизнь других                     |
| 2006                          | номинация                     | Премия «Спутник»                                                                                        | Лучшая музыка к фильму                                                        | Жизнь других                     |
| 2007                          | номинация                     | Премия «Сезар»                                                                                          | Лучшая музыка, написанная для фильма                                          | Азур и Азмар                     |
| 2007                          | номинация                     | Премия «Виктуар де ля мюзик»                                                                            | Саундтрек года                                                                | Азур и Азмар                     |
| 2007                          | номинация                     | Премия «Золотая звезда» Академии французской кинопрессы                                                 | Лучший композитор                                                             | Азур и Азмар                     |
| 2009                          | номинация                     | Премия «Спутник»                                                                                        | Лучшая музыка к фильму                                                        | Амелия                           |
| 2009                          | номинация                     | Премия «Эмми»                                                                                           | Выдающаяся композиция к сериалу (Оригинальная музыка для драмы)               | Женское детективное агентство №1 |
| 2010                          | награда                       | Премия Европейской киноакадемии                                                                         | Выдающийся европейский вклад в мировое кино                                   | —                                |

## Прочая деятельность
Кроме музыки к фильмам Яред писал для национальных балетов Марселя, Парижа и Амстердама, обращаясь, в том числе, к своему опыту в области электронного звучания. Композитор работал с такими хореографами, как Ролан Пети и Каролин Карлсон. Одним из результатов этого сотрудничества стал поставленный Роланом Пети балет «Clavigo», который неоднократно демонстрировался в Парижской опере и был представлен на международном фестивале в Баальбеке и в Афинах. Яред занимается и концертной деятельностью. Например, в 2008 году он дал концерт с камерным оркестром, посвящённый памяти Энтони Мингеллы, на котором звучала музыка Яреда из фильмов, в том числе снятых покойным режиссёром.
| Балет              | Хореограф       | Премьера                         | Год  |
| ------------------ | --------------- | -------------------------------- | ---- |
| Shamrock           | Каролин Карлсон | Нидерландский национальный балет | 1987 |
| Le Diable Amoureux | Ролан Пети      | Марсельский национальный балет   | 1989 |
| Vu d’ici           | Каролин Карлсон | Театр де ля Виль                 | 1995 |
| Clavigo            | Ролан Пети      | Парижская национальная опера     | 1999 |

Задавшись целью научиться играть на кларнете и виолончели, Яред заметил, что с точки зрения музыки занятия с учителем неинтересны. В результате он написал по два десятка дуэтов, предназначенных для обучения с наставником, которые затем были изданы.
Габриэль Яред является основателем и директором «Академии плеяды», созданной для поддержки молодых композиторов в производстве и продвижении их музыки.

## Личность
Обращают на себя внимание густые волосы и борода — вид, свойственный творческому человеку. Те, кому довелось пообщаться с композитором, находят, что с Яредом легко вести диалог, он выражается искренне, поэтическим языком. Они же отмечают страсть, с которой он говорит о музыке. Сам он считает себя любознательным человеком и тружеником, утверждает, что вдохновение возможно только при условии напряжённой работы. Каждый день он уделяет время фортепиано и записывает свои сочинения с помощью компьютера или на бумагу. Яред относит себя к интровертам, всегда тяжело переживает свои неудачи в кино, хотя и признаёт их неизбежность в карьере кинокомпозитора. Во время различных церемоний чувствует себя не очень комфортно в отличие от привычной ему концертной обстановки, когда в окружении музыкантов он исполняет свои сочинения на фортепиано.

## Семья
Яред женат, имеет детей.